# Moi, tout simplement
Moi, tout simplement – singiel kanadyjskiej piosenkarki Annie Cotton napisany przez Jean-Jacques’a Egliego i Christophe Dúca, wydany w 1993 roku i promujący jej debiutancki album studyjny o tym samym tytule.
W lutym 1993 roku utwór wygrał finał szwajcarskich eliminacji eurowizyjnych po zdobyciu największego poparcia jurorów i dziennikarzy, dzięki czemu został wybrany na propozycję reprezentującą Szwajcarię w 38. Konkursie Piosenki Eurowizji organizowanym w Millstreet. 15 maja został zaprezentowany przez Cotton w finale widowiska i zajął ostatecznie trzecie miejsceze 148 punktami na koncie, w tym m.in. z maksymalnymi notami 12 punktów z Francji, Niemiec i Luksemburga.

## Lista utworów
CD single
1. „Moi, tout simplement”